# Polowe (rejon barski)
Polowe (ukr. Польове, pol. hist. Berlińce Polowe) – wieś na Ukrainie, w obwodzie winnickim, w rejonie barskim.
W czasach Rzeczypospolitej wieś leżała w województwie podolskim. Odpadła od Polski w wyniku II rozbioru.